# ازآن‌خودسازی فرهنگی
ازآن‌خودسازی فرهنگی (به انگلیسی: Cultural appropriation) اختیار کردن یا استفاده از عناصر یک فرهنگ توسط اعضای فرهنگی دیگر است. «ازآن‌خودسازی فرهنگی» را برخی مجادله‌برانگیز می‌دانند، خصوصاً وقتی عناصر یک فرهنگ اقلیت از سوی اکثریتِ مسلط استفاده شود چرا که این را سرکوب نادرست فرهنگ اقلیت یا محروم‌سازی آن از هویت گروهی و حقوق مالکیت فکری خویش می‌دانند. بنا بر دیدگاه منتقدین این کار، ازآن‌خودسازی فرهنگی با فرهنگ‌پذیری یا همگون‌سازی فرهنگی از این نظر که «ازآن‌خودسازی» به اختیار کردن این عناصر فرهنگی به شیوه‌ای استعماری صورت می‌گیرد تفاوت دارد: عناصر از فرهنگ اقلیت از سوی اعضای فرهنگ مسلط کپی می‌شوند و این عناصر خارج از پیش زمینه اصلیشان -گاهی حتی متضاد آمال ابراز شده نمایندگان فرهنگ اصلی- به کار گرفته می‌شوند. اغلب، معنی اصلی این عناصر فرهنگی از دست رفته یا تحریف می‌شود، که بدین معناست که این استفاده‌ها ممکن است از سوی اعضای فرهنگ اصلی نامحترمانه یا حتی هتک حرمت به نظر برسد. عناصر فرهنگی که ممکن است در فرهنگ اصلی معنی عمیقی داشته باشند ممکن است از سوی افراد متعلق به فرهنگ مسلط به فشنی «اگزاتیک» تبدیل شوند. وقتی چنین می‌شود، منتقدین ازآن‌خودسازی فرهنگی می‌گویند که تقلیدگر «که سرکوب را تجربه نمی‌کند، می‌تواند، موقتاً نقش یک دیگری «اگزوتیک» را بازی کند، بی این که تبعیضی را تجربه کند که دیگر فرهنگ‌ها هر روز با آن مواجهند.» در مقابل، ازآن‌خودسازی فرهنگی یا قرض کردن ممکن است اجتناب ناپذیر و مشارکتی در فراوانی و آزادی بیان دیده شود. این دیدگاه دزدی آشکار اشیای فرهنگی یا کلیشه‌سازی اگزاتیک را از قرض‌گیری یا ازآن‌خودسازی خوش‌خیم تمیز می‌دهد. قرض فرهنگی و بارورسازی متقابل از سوی هوادارانش چیزی عموماً مثبت تلقی می‌شود، چیزی که معمولاً از سر تحسین فرهنگ مورد تقلید، بدون هیچ نیتی برای آسیب به آن صورت می‌گیرد. از واژه گزینی «ازآن‌خودسازی» هنگام اطلاق به فرهنگ گاهی به این عنوان که که عموماً منبعی پایان ناپذیر تلقی می‌شود انتقاد می‌شود. سالار بیل از هنرمندان ایران دست به از آن خود سازی برای حمایت از تهمینه میلانی با اشاره به شری لواین زد